# Sturmer
Sturmer é uma vila no condado de Essex, Inglaterra, Reino Unido, perto da fronteira com o condado de Suffolk. Sua população é de apenas 340 habitantes.
Como todas as pequenas vilas britânicas, o local já teve sua pequena indústria de fabricação de produtos próprios, e de pequenas fazendas, mas hoje pouco restou, apesar  da área ainda ser cercada de terrenos próprios para o arado. A igreja do local, St. Mary's Church, foi erguida no século XI.